# Terrorbalans
Terrorbalans är ett begrepp som myntades under det kalla kriget och betecknade det tillstånd som rådde mellan de två fientliga militärallianserna Nato och Warszawapakten där båda parter hade tillräckliga mängder avancerade kärnvapen för att utplåna varandra. I en sådan situation är krig meningslöst, vilket paradoxalt nog gör att freden bibehålls. 

## Mutually assured destruction
Mutually assured destruction, eller "ömsesidig garanterad förstörelse" sågs som ett sätt att garantera fred. En viktig förutsättning för att uppnå mutually assured destruction var att ingen part skulle kunna slå ut den andra innan den hann reagera. För att bevara jämviktsläget fanns två alternativa strategier, antingen "ride out" (uthärda) eller "launch on warning" (slå tillbaka vid varning), vilket innebar att samtliga de egna robotarna skulle avfyras omedelbart om fientliga robotar detekterades. För att åstadkomma det måste man kunna avfyra med omkring femton minuters varsel. Ingen av supermakterna angav vilken strategi den valt.
Under den senare delen av det kalla kriget hade atomubåtar med robotar till stor del ersatt "launch on warning" som garant för mutually assured destruction. Atomubåtar är nästan omöjliga att hitta och slå ut, vilket gör att man kan vänta tills bomberna börjar detonera innan man svarar.